# Grb pape Lava XIV.
Lav XIV. izabran je za papu 8. svibnja 2025. godine. U osnovnim je crtama zadržao isti grb koji je izabrao pri biskupskom ređenju.

## Opis
Papin grb, položen na Petrove ključeve povezane crvenom vrpcom, podijeljen je dijagonalno u dva polja. Gornje polje na plavoj pozadini prikazuje bijeli ljiljan, simbol čistoće i odanosti Blaženoj Djevici Mariji. Donje polje prikazuje zatvorenu knjigu s probodenim srcem, inspirirano riječima svetog Augustina „Vulnerasti cor meum verbo tuo” (hrv. Ranio si moje srce svojom Riječi).

### Geslo
Papa je zadržao svoje biskupsko geslo „In Illo uno unum” (hrv. U Njemu Jednom, jedno). To su riječi izgovorene u Augustinovoj propovijedi Tumačenje Psalma 127. gdje objašnjava da „iako smo mi kršćani brojni, u jednome Kristu smo jedno”.

## Poveznice
- Grb pape Franje
- Grb pape Benedikta XVI.
- Grb pape Ivana Pavla II.

### Mrežna sjedišta
- Objavljeni grb i geslo Lava XIV. – u središtu jedinstvo u Kristu. Informativna katolička agencija. Pristupljeno 23. svibnja 2025.
- Značenje grba pape Lava XIV. Informativna katolička agencija. Pristupljeno 23. svibnja 2025.

## Vanjske poveznice
Ostali projekti
|  | Zajednički poslužitelj ima još gradiva o temi Grb pape Lava XIV. |